# Heesterveldbrug
De Heesterveldbrug (brug 1004) is een bouwkundig kunstwerk in Amsterdam-Zuidoost.
De Heesterveldbrug is gebouwd in de Karspeldreef een hoofdverkeersroute voor snelverkeer binnen de wijk/het stadsdeel. Het is een van de vijftien viaducten die in die dreef liggen, bijna allemaal bruggen over voet- en fietspaden. Het is gevolg van de gescheiden verkeersstromen, geldend voor deze omgeving in Amsterdam-Zuidoost. Het laatste geldt ook voor de tunnel onder Heesterveldbrug, die voor voetgangers en fietsers de verbinding legt tussen de wijken Hakfort/Huigenbos met buurt Heesterveld in het zuiden en Hoptille in het noorden. 
De brug dateert uit de periode 1972 en is ontworpen door Dirk Sterenberg, werkend bij de Dienst der Publieke Werken. Voor Amsterdam-Zuidoost ontwierp hij een hele serie bruggen met allemaal hetzelfde uiterlijk, veelal te herkennen aan het elektriciteitskastje onder de brug, dat ingepast is het tegelwerk van de keermuur. 
De brug ging vanaf de bouw tot 2018 naamloos door het leven. Op augustus 2018 besloot de gemeente Amsterdam in één keer talloze bruggen te vernoemen. Zo kreeg deze brug de naam Heesterveldbrug vernoemd naar eerder genoemde wijk, op zich vernoemd naar een boerderij nabij Nuland. Overigens lag de brug er al vier jaar voordat er met de bouw van de wijk begonnen werd.    

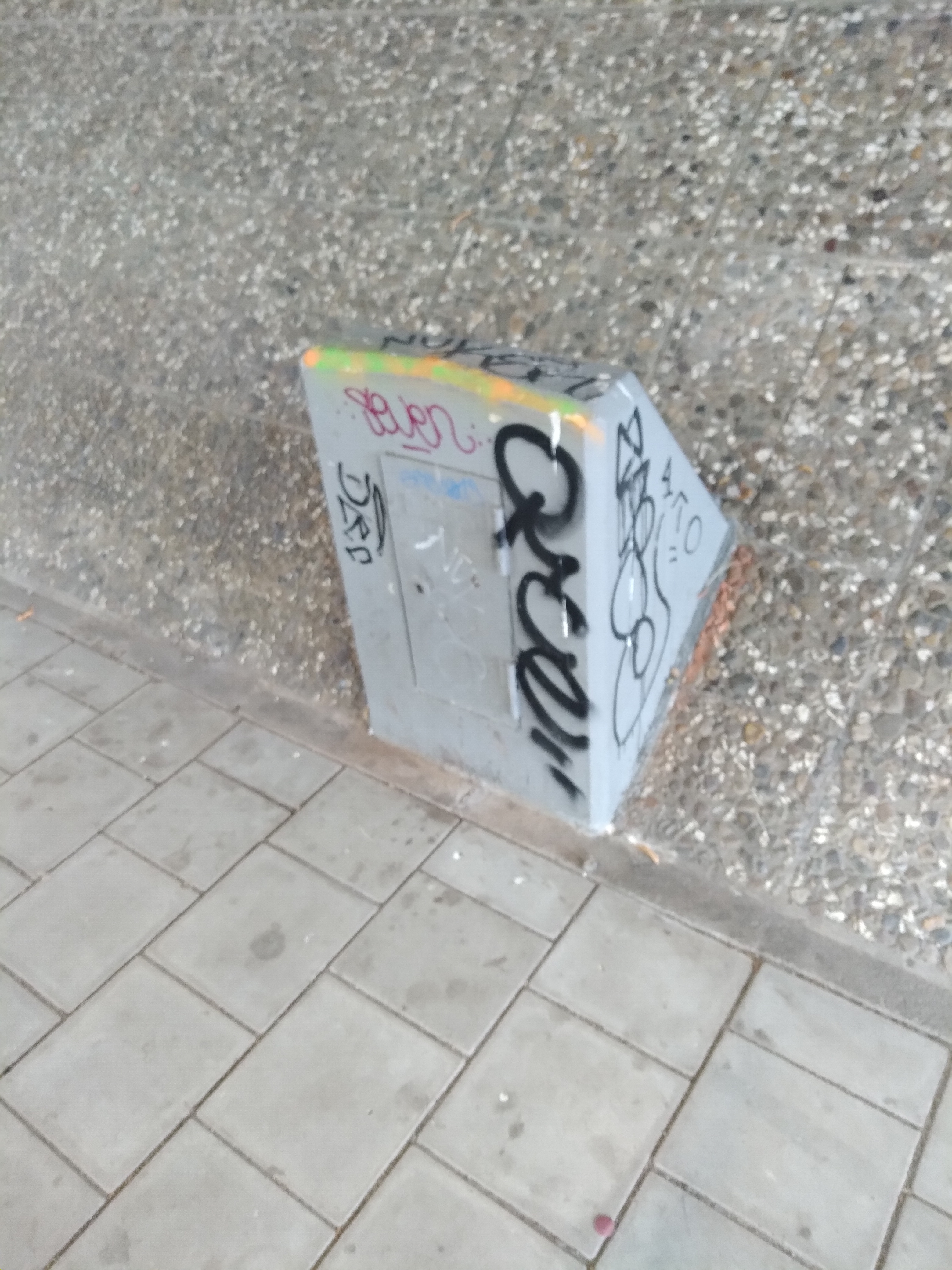
Elektriciteitskastje (september 2021)

<<< · 1000 · 1001 · 1002 · 1003 · 1004 · 1005 · 1006 · 1007 · 1008 · 1009 · 1010 · 1011 · 1012 · 1013 · 1014 · 1018 · 1028 · 1029 · 1030 · 1032 · 1033 · 1034 · 1035 · 1036 · 1037 · 1038 · 1039 · 1040 · 1041 · 1044 · 1045 · 1046 · 1048 · 1049 · 1050 · 1051 · 1062 · 1063 · 1064 · 1065 · 1066 · 1067 · 1076 · 1077 · 1078 · 1083 · 1090 · 1092 · 1093 · 1094 · 1095 · 1096 · 1097 · 1098 · 1099 · >>>
Brugnummers  1015, 1016, 1017, 1019, 1020, 1021, 1022, 1023, 1024, 1025, 1026, 1027, 1031, 1042, 1043, 1047, 1052/1053 (niet gebouwd), 1054, 1055, 1056, 1057, 1058, 1059, 1060, 1061, 1068, 1069-1075, 1079, 1080, 1081, 1082, 1084-1088, 1089 en 1091 (onbekend) zijn niet meer vergeven. De meesten daarvan zijn gesloopt in verband met sanering Zuidoost. Alle bruggen lagen en liggen in Zuidoost behalve bruggen 1000 en 1002.